# Murailles de Porto Ercole
Les murailles de Porto Ercole (en italien ; Mura de Porto Ercole)  constituent le système défensif du village de Porto Ercole  situé dans la partie sud-est du promontoire de l'Argentario et donnant sur la mer tyrrhénienne.

## Histoire
Le système défensif du village de Porto Ercole a commencé à se développer au Moyen Âge lors de la domination de la Famille Aldobrandeschi, parallèlement à celle d'observation le long du tronçon côtier correspondant.
La première tour du système défensif a été construite à la demande de Margherita Aldobrandeschi, comtesse de Sovana, sur la colline où se dresse aujourd'hui la forteresse aldobrandesque de Porto Ercole. La tour a ensuite été héritée par les Orsini de Pitigliano, qui ont entrepris des travaux de rénovation. Mais c'est la république de Sienne qui a construit les murs qui entourent aujourd'hui le village. En effet, au milieu du XVe siècle, Sienne réussit à arracher Porto Ercole aux Orsini, qui la louèrent à diverses personnes, en échange de la construction de fortifications.
Mais quand Sienne vit que les locataires n'avaient rien construit, elle reprit le contrôle du port avec l'aide du podestat, et envoya l'artiste Lorenzo di Pietro dit Vecchietta avec l'ordre de construire "un terrain habitable, au moins aussi grand que le Campo di Siena". Il fit descendre deux murs de la tour aldobrandesque, les dotant de tours semi-circulaires sur les côtés et au sommet. L'accès au château était assuré par deux portes, dont la principale était en bas et ornée d'un arc gothique siennois et contrôlée en haut par une bretèche. Au lieu de cela, l'accès secondaire était au milieu des murs et contrôlé par une tour. Il y avait alors sept tours plus la bretèche : Torre Mastra (Aldobrandesca), Torre Nord (Mastio Senese), Torre del Fieno, Torre di Mezzo Est, Torre di Mezzo Ovest, Torre di Mare, Torre del Molo. Les tours étaient reliées par un chemin de ronde par des merlons. 

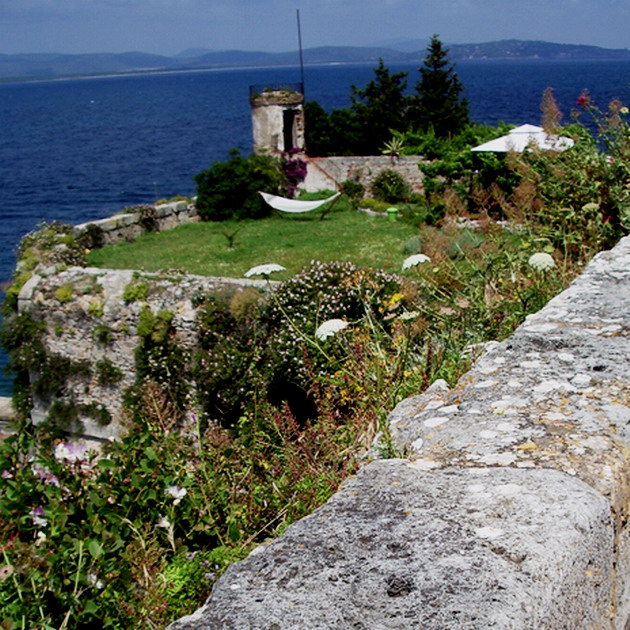
Bastion de Santa Barbara

Le complexe est apparu dans le style gothique international, avec des murs hauts et élancés, des arcs en ogive, des merlons, des tours hautes et élancées. Plus tard, le château a été restauré par l'ingénieur militaire Francesco di Giorgio Martini, qui a construit le bastion de Santa Barbara en mer, en adaptant un ancien phare byzantin, a uni la tour nord et la tour Fieno avec un mur, formant un coffrage triangulaire, qui l'a relié au bastion de Santa Barbara au moyen d'un passage secret à l'intérieur des murs. Il a également équipé le donjon siennois de la forteresse de nouveaux murs. Au lieu de cela, la tourelle octogonale construite au-dessus de la porte de la porte siennoise remonte aux années 1500, qui constituait la tour de l'horloge.

## Description

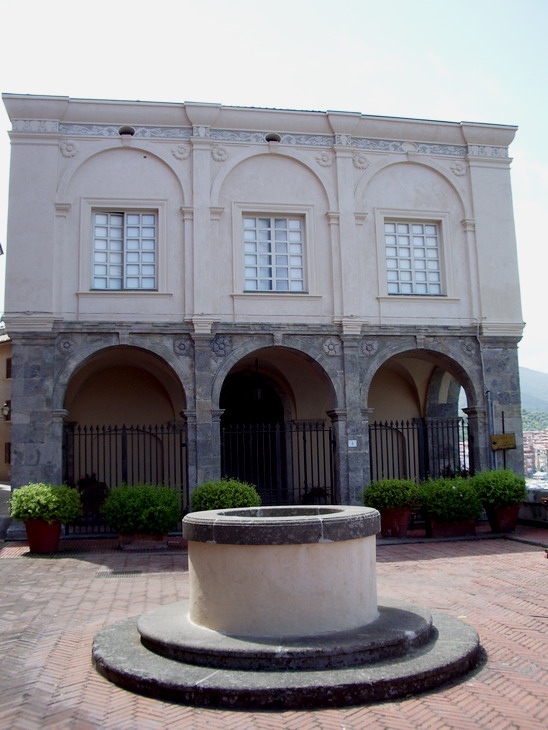
Palazzo dei Governanti

Les murs délimitent entièrement le noyau historique de Porto Ercole .
Le système défensif, dans son ensemble, est dominé par la forteresse aldobrandesque de Porto Ercole, un imposant ensemble fortifié situé au sommet du promontoire qui domine le village en contrebas.
Des deux côtés de la forteresse descendent deux pans différents de courtines qui ferment complètement la partie historique de la ville ; la courtine nord-est, qui dans un long tronçon se termine par un créneau au sommet, en atteignant le sol incorpore la porte d'accès caractéristique avec arc siennois de style gothique international dominé par la tour de l'horloge, équipée d'une cloche.
A l'ouest, la courtine ferme la spectaculaire Piazza di Santa Barbara, dominée par le Palazzo dei Governanti ; la place est située dans une position panoramique près du bastion de Santa Barbara, relié à la forteresse  en surplomb par une série de tunnels et de passages souterrains secrets.